# Burg Barwałd
Die Burg Barwałd (polnisch: Zamek w Barwałdzie) ist eine Burgruine in Barwałd Górny unweit von Kalwaria Zebrzydowska im Gebirgszug der Pogórze Wielickie, einem Teilgebirge der Beskiden. Die Burg liegt auf dem Berg Żar. Sie wurde am Anfang des 14. Jahrhunderts von Herzog Johann von Teschen-Auschwitz errichtet.

## Geschichte
Die Burg wurde im Spätmittelalter zur Sicherung der Ostgrenze des Herzogtum Auschwitz errichtet. Auf dem gegenüberliegenden Berg im Königreich Polen errichtete König Kasimir der Große die Burg Lanckorona. Im 15. Jahrhundert ging die Burg an die Komorowski. Da sie als Raubritterburg genutzt wurde, ließ König Kasimir IV. Andreas 1477 die Burg von Jakub Dembiński erobern und schleifen. Heute sind nur noch Mauerreste erhalten. Das Baumaterial der Burg wurde am Anfang des 17. Jahrhunderts für die Errichtung von Kapellen des Kalvarienbergs in Kalwaria Zebrzydowska genutzt.